# Kalanchoe crundallii
Kalanchoe crundallii, каланхое-хамелеон - вид багаторічних трав'янистих сукулентних рослин роду каланхое, родини товстолистих.

## Ареал
Kalanchoe crundallii поширене в південноафриканській провінції Лімпопо між кам'яними брилами в лісистих районах.

## Ботанічний опис
Напівчагарничок, сукулентна багаторічна рослина. Пагони матово-зелені, м'ясисті, покрученої форми, напівлежачі, круглі в розрізі та до 90 см завдовжки. Біля основи вони здерев'янілі та світло-коричневі, діаметром до 1,4 см, з певних місць пучками до 10 штук ростуть світло-жовті чи коричневі корінці, що мають довжину до 1 см, а товщину — до 1 мм. Листя черешкові (черешок від 5 до 20 мм довжиною), матово-зелені з можливим жовтим відтінком. Листкова пластинка завдовжки 3-7 см і завширшки 2-5,5 см, обернено-яйцеподібна із сильно заокругленим кінчиком і клиноподібною основою. Край листка з виїмками, що заглиблюються в пластинку до 5 мм і мають таку саму довжину.